# Fontana-on-Geneva Lake, Wisconsin
Fontana-on-Geneva Lake là một làng thuộc quận Walworth, tiểu bang Wisconsin, Hoa Kỳ. Năm 2006, dân số của làng này là 1754 người.